# Haematomyxa
Haematomyxa — рід грибів. Назва вперше опублікована 1884 року.